# Maqaltu
Maqaltu o Maqaltuni fou el nom que donaren els urartians a una ciutat situada al sud-oest del llac Txaldir, sotmesa pel rei Sarduri II (r. 753-735 aC). És esmentada en la Crònica d'Argisti de Khorkhor.